# Association française de droit constitutionnel
Pour les articles homonymes, voir AFDC et AFC.
L'Association française de droit constitutionnel (AFDC), nommée Association française des constitutionnalistes (AFC) jusqu'en 2005, est une association française fondée en 1980 par des professeurs de droit constitutionnel.
Elle a son siège social à la faculté de droit et de science politique de l'université d'Aix-Marseille.

## Histoire
La création de l'Association française des constitutionnalistes est décidée au terme d'un colloque sur l'enseignement et la recherche en droit constitutionnel en France, organisé le 7 mars 1980 à la faculté de droit et des sciences politiques de Saint-Maur (Paris-XII) par l'un de ses professeurs, Claude Leclercq, et par Patrice Gélard, professeur à l'université de Rouen. Son secrétariat provisoire est confié aux organisateurs du colloque, en attendant l'adoption définitive de ses statuts et la mise en place de ses organes lors de réunions ultérieures à Montpellier et Aix-en-Provence, où l'association participera en février 1981 au colloque organisé par l'Université Aix-Marseille-III sur la protection des droits fondamentaux par les cours constitutionnelles.
L'association est déclarée le 14 octobre 1981 à  la préfecture du Val-de-Marne.
La création de cette association, tout comme celle de la revue Droits en 1985, de la revue Pouvoirs en 1977 et de la Revue française de droit constitutionnel en 1990, témoignent de l'autonomie prise par le droit constitutionnel, en particulier par rapport à la science politique.

## Présidents
- 1980–1987 : Claude Leclercq
- 1987–1999 : Louis Favoreu
- 1999–2006 : Didier Maus
- 2006–2014 : Bertrand Mathieu
- 2014–2023 : Anne Levade
- 2023– : Julien Bonnet

## Congrès
L'association organise tous les 3 ans un Congrès français de droit constitutionnel :
| No    | Dates                  | Ville           |
| ----- | ---------------------- | --------------- |
| Ier   | 27 – 29 septembre 1990 | Strasbourg      |
| IIe   | 13 – 15 mai 1993       | Bordeaux        |
| IIIe  | 13 – 15 juin 1996      | Dijon           |
| IVe   | 10 – 12 juin 1999      | Aix-en-Provence |
| Ve    | 6 – 8 juin 2002        | Toulouse        |
| VIe   | 9 – 11 juin 2005       | Montpellier     |
| VIIe  | 25 – 27 septembre 2008 | Paris           |
| VIIIe | 16 – 18 juin 2011      | Nancy           |
| IXe   | 26 – 28 juin 2014      | Lyon            |
| Xe    | 22 – 24 juin 2017      | Lille           |
| XIe   | juin 2023              | Toulon          |

Le XIe congrès, organisé à Toulon, était initialement prévu du 18 au 20 juin 2020, mais a été reporté au mois de juin 2021 en raison de la pandémie de Covid-19 en France, avant d'être à nouveau reporté au mois de juin 2023.